# プラハ城

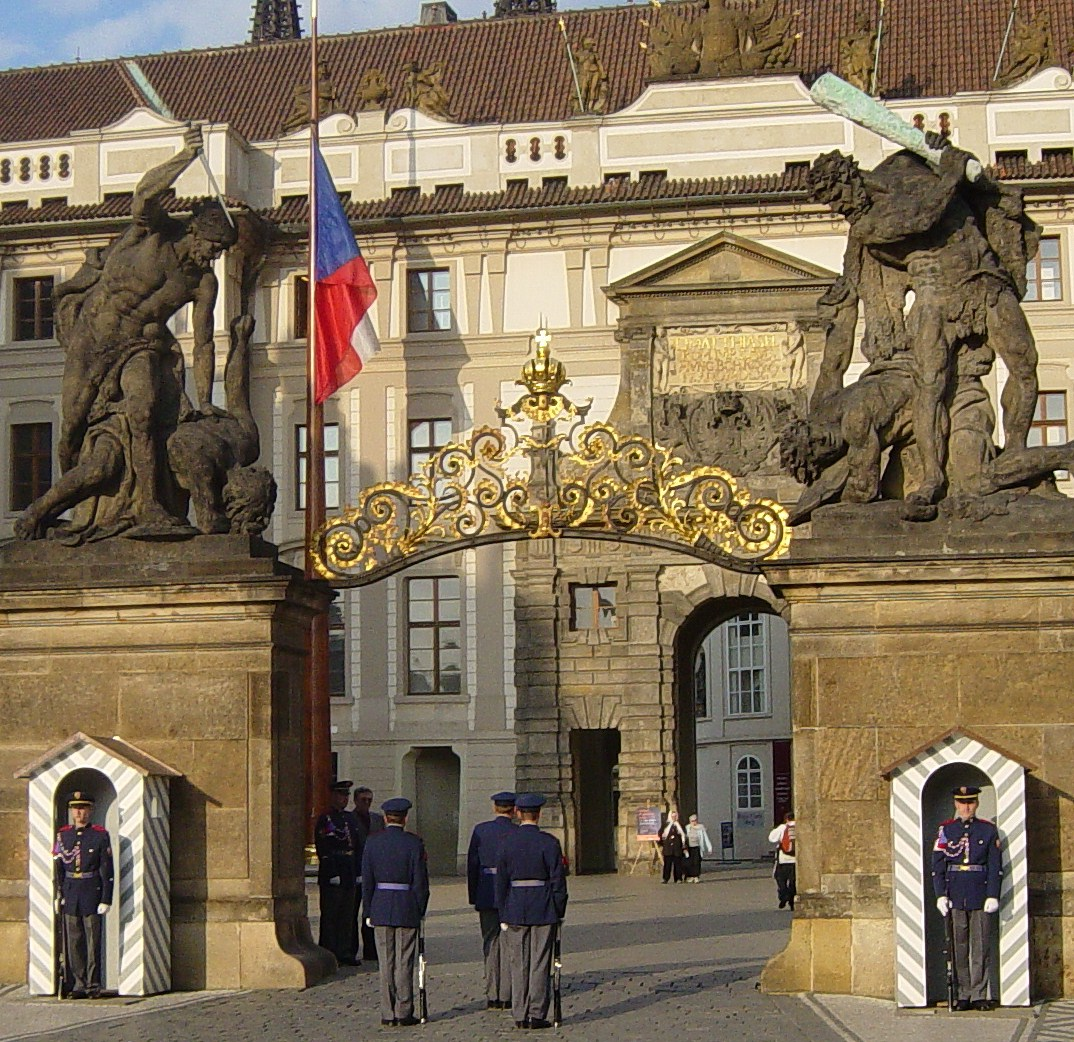
プラハ城の入り口

プラハ城（プラハじょう、チェコ語：Pražský hrad）はプラハにある城。かつてボヘミア国王や神聖ローマ皇帝の居城であり、現在はチェコ共和国（元チェコスロバキア連邦共和国）の大統領府のある場所である。ボヘミア国王の宝冠はここで保管されている。プラハ城は世界でも最も大きい城の一つであり（「ギネスブック」によると、最も古くて大きい城である）、敷地の広さは東西430メートル、南北70～140メートルで細長い形をしており、長さは約570m、平均の幅は約130mである。10世紀には既にこの大きさであったと考えられている。
城はフラチャヌィの丘の頂にある。その麓にマラー・ストラナという城下町がある。城と麓の高低差は80メートルもある。城まで続く坂道がネルドヴァ通りで、土産物店やレストランが並び市電も走っており賑やかである。上り詰めると城の正門に突き当たり、石畳のフランチャヌィ広場がある。この広場は、「アマデウス」や「レ・ミゼラブル」などの映画に登場している。

## 歴史
築城については史実と伝説（リブシェ伝説など）が混在している。プラハ城の歴史は9世紀（870年）にさかのぼる。考古学の発掘調査ではボジヴォイ1世（在位870－894？）によって創建された。
壁に囲まれた最初の建築物は、聖母マリア教会であった。聖イジーと聖ヴィートのバシリカは、10世紀の前半に建設された。ボヘミアで最初の修道院は城の中、聖イジー教会の隣に建設された。ロマネスク様式の宮殿がここに建てられたのは、12世紀のことである。14世紀には、ボヘミアの黄金時代を築いた神聖ローマ皇帝カール4世（＝ボヘミア国王カレル1世）の支配の下、王宮がゴシック様式で再建され、城砦として強化された。聖ヴィートのロトンドとバシリカの代わりに、広大なゴシック教会が建設されたが、完成までにはほぼ6世紀かかった。
ボヘミアの宗教改革者とされ、ローマ教会によって火刑に処せられたヤン・フスの一派によるフス戦争の間とその後の10年、城は空位のままであった。1485年、ウラースロー2世（ヴラジスラフ・ヤゲロンスキー）が城の再建に着手した。広々としたヴラジスラフ・ホールがベネディクト・レジェによって王宮に建設された。その後、城の北側には新しく防御の塔も建設された。1541年の大火で城は甚大な被害を受け、ハプスブルク家の支配下では、いくつか新しくルネサンス様式の建物が建設された。フェルディナント1世はベルヴェデーレを妻アンナのために夏の離宮として建設した。
ルドルフ2世はプラハ城を主たる居城とした。ルドルフは宮殿の北翼を建設し、そこにスペイン・ホールを作って、自分の貴重な芸術コレクションを展示した。1618年に起きた2度目のプラハ窓外投擲事件は白山の戦いの契機となり、戦闘の間にプラハ城は荒れ果てた。三十年戦争の過程で1648年、ルドルフ2世のコレクションは、多くの作品がスウェーデンによる略奪に遭った。
プラハ城の再建としては、18世紀後半に女帝マリア・テレジア（ボヘミア女王）が行ったものが最後となる。オーストリア皇帝フェルディナント1世（＝ボヘミア王フェルディナント5世）は1848年の退位後、プラハ城を居城とした。1918年、チェコスロバキア共和国の成立とともに、プラハ城には大統領府が置かれた。新王宮と庭園はスロベニアの建築家ジョゼ・プレクニク（Jože Plečnik）により修復された。
第二次世界大戦のさなか、ナチスによるチェコスロバキア占有中、プラハ城はラインハルト・ハイドリヒの本拠地となり、「ボヘミアとモラヴィアのライヒ公安」の本拠地となった。ラインハルトはボヘミアの王冠を頭上に載せたといわれ、彼自身も王のように振舞った。ボヘミアの王冠には、それを頭上に載せた簒奪者には1年以内に死が訪れるという伝説があったが
、権力を握って1年も経たぬうちにハイドリヒは暗殺された。
チェコスロバキア解放の後は、プラハ城はチェコスロバキア社会主義共和国の共産主義政府が置かれた。ビロード革命の際、「プラハの春」の指導者だったアレクサンデル・ドゥプチェクはヴァーツラフ広場に面したバルコニーに現れ、「ドゥプチェクを城へ!」と叫ぶ民主化デモの群衆の声を聞いた。彼らの声が、プラハ城にある国家指導者への椅子へとドゥプチェクを導き、彼は民衆にとって民主主義と自由のシンボルとなった。
チェコスロバキアがチェコ共和国とスロバキア共和国に別れた後、プラハ城には新しくチェコ共和国の大統領府が置かれている。初代大統領トマーシュ・マサリクがプレクニクに依頼したのと同様、ヴァーツラフ・ハヴェル大統領はポスト共産主義建築家としてプラハ城の改修に取り組むようボジェク・シーペク（Bořek Šípek）に委託、城のギャラリーの絵も修繕された。
2012年9月、トリップアドバイザーの企画「バケットリスト」の「世界の名城25選」に選ばれた。

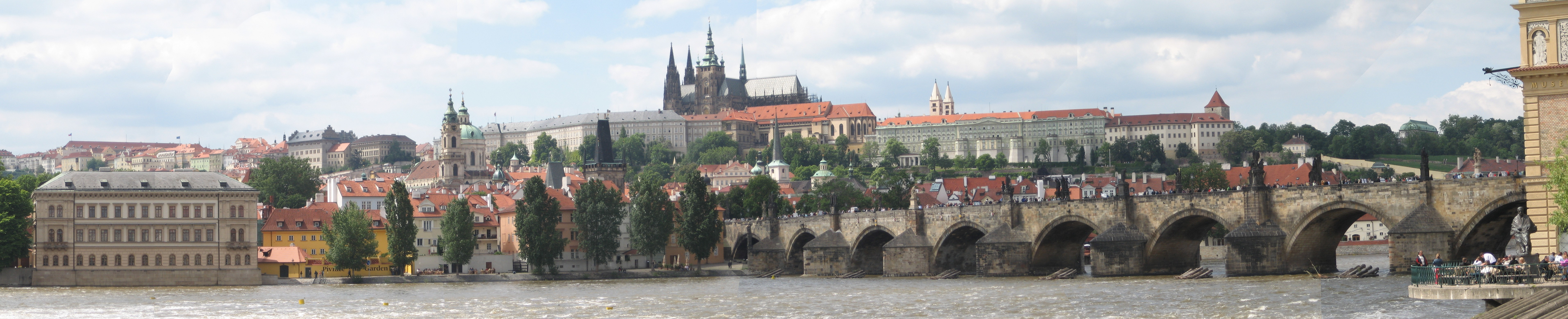
プラハ城の遠景とヴルタヴァ川にかかるカレル橋

## プラハ城の建築
プラハ城には、ゴシック様式の聖ヴィート大聖堂、ロマネスク様式の聖イジー教会のバシリカと修道院、そして宮殿、庭園、尖塔が含まれており、先の千年間のあらゆる建築様式を実態的にあらわしている。
城内の大部分は観光客に開かれており、現在、城の建物には国立美術館ボヘミアバロック部門、国立美術館ヨーロッパ絵画・中世部門、チェコの歴史について展示する国立歴史博物館、おもちゃ博物館、ルドルフ2世の収蔵品をもとにしたプラハ城絵画美術館といったいくつかの博物館が存在する。
また、夏のシェイクスピア演劇祭がプラハ城の中庭で定期的に開催されている。
プラハ城のある周辺はフラッチャニ（城の丘）と呼ばれている。プラハ全市の主な観光名所は深夜0時までライトアップされるが、フラッチャニに浮かぶライトアップされたプラハ城の姿は美しい。しかし、プラハの夏至前後はサマータイムの影響もあり、夜の22時近くにならないと完全に暗くならない。夜の治安も比較的安定しているプラハ市は、夜に名所を巡って歩く観光客も多い。プラハの他の名所のライトアップも見たいのなら、早く夜がやってくる秋こそ観光にふさわしい。
2 城門
3 第一中庭
4 マティアスの門
5 第二中庭
6 第三中庭
7 ナメスティ・ウ・スヴァテホ・ジジー広場
8 イシュスカ通り
9 東門
10 古城の階段
11 ナ・ヴァレフ庭園
12 極楽園
13 新城の階段
14 要塞・第四の中庭
15 砂の橋
16 イェレニ堀
17 オピシュの丘
18 ヴィカーシュスカ通り
19 噴水
20 井戸
21 オベリスク
22 聖ゲオルギオス像
23 聖十字架礼拝堂
24 プレチニク列柱ホール
25 画廊
26 スペイン館
27 帝国厩舎
28 大統領官邸玄関
29 聖ヴィート大聖堂、聖ヴァーツラフ、聖ヴォイチェフ大聖堂
30 避難所
31 古司教館
32 ナ・ヴィカルカ、スレヴァーレンスキー・ドゥヴル

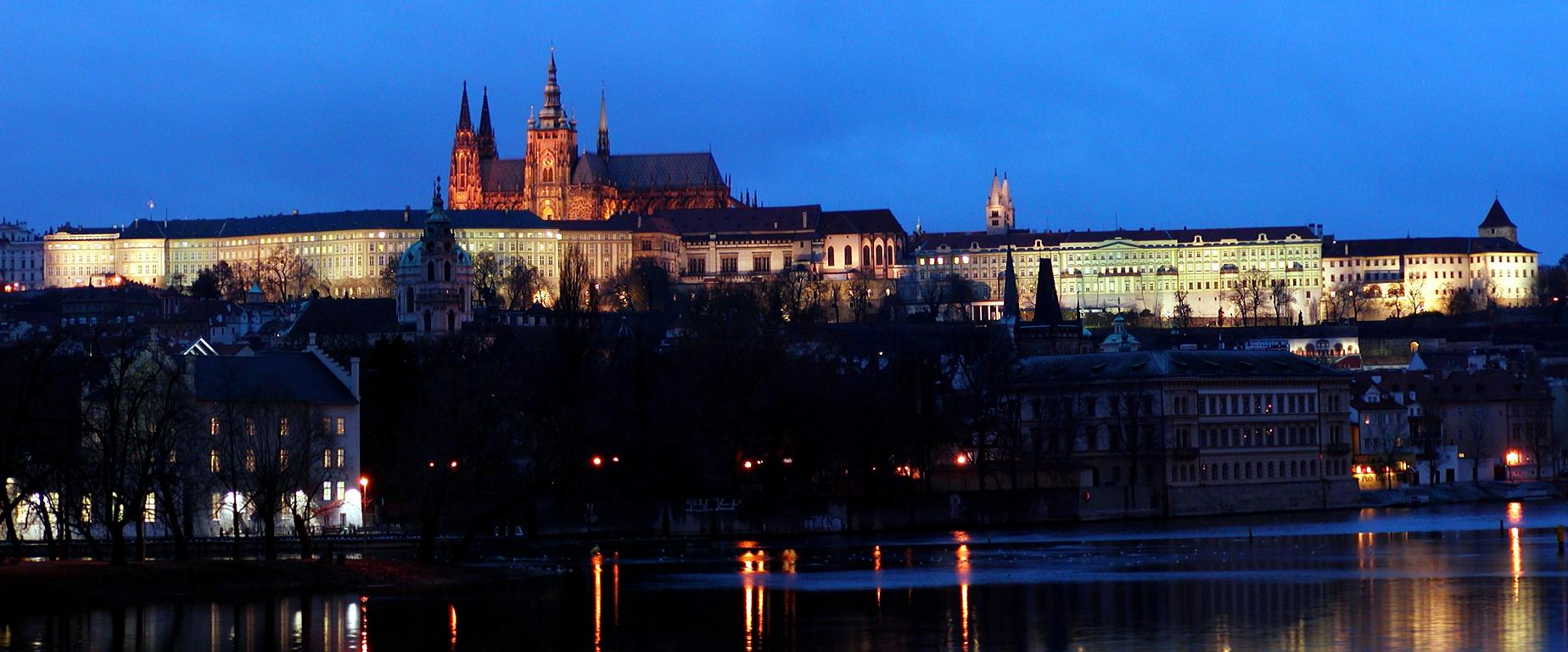
ライトアップされたプラハ城のファサード

33 ミフルカの塔
34 鷲の噴水
35 雄牛の階段
36 大統領公邸
37 旧王宮
38 馬術階段
39 ウラジスラフホール
40 ムラド館
41 新司教館
42 聖ジョージ大聖堂
43 テレジア貴族院
44 諸聖徒教会
45 黄金の小径
46 古墓所
47 ロブコヴィッチ宮殿
48 旧聖ジョージ修道院
49 白い塔
50 ダリボルカの塔

### 教会
- 聖ヴィート、ヴァーツラフ、ヴォイテフ大聖堂 （Katedrála svatého Víta, Václava a Vojtěcha）[3]
- 聖イジー聖堂 （Bazilika sv. Jiří）
- 聖十字礼拝堂 （Kaple svatého Kříže）
- 全聖人教会 （Kostel Všech svatých）

### 修道院
- 旧聖イジー修道院（Bývalý klášter sv. Jiří）[4]

### 宮殿
- 旧王宮 （Starý královský palác）
- 新王宮 （Nový královský palác）
- アンナ女王の夏別荘 （Letohrádek královny Anny）
- ロブコヴィツ宮殿 （Lobkovický palác）
- 貴族女子学院・ローゼンベルク宮殿（Tereziánský ústav šlechtičen / Rožmberský palác）

### ホール
- ヴラジスラフ・ホール （Vladislavský sál）
- スペインホール （Španělský sál）
- 柱のホール （Sloupová síň ）

### 塔
- ダリボルカ塔 （Daliborka）
- 火薬塔、ミフルカ塔 （Prašná věž, Mihulka）
- 新白塔 （Nová bílá věž）
- 白塔 （Bílá věž）
- 黒塔 （Černá věž）
- 南の塔 （Jižní věž）

### 他の建築物
- 火薬橋 （Prašný most）
- 黄金小道 （Zlatá ulička）
- 旧城伯館 （Staré purkrabství）
- 旧主席司祭館 （Staré proboštství）
- 新主席司祭館 （Nové proboštství）
- 最高城伯館 （Nejvyšší purkrabství）
- プラハ城の乗馬館 （Jízdárna Pražského hradu）
- 球技館 （Míčovna）
- ルドヴィーク翼部 （Ludvíkovo křídlo）
- 旧相談室 （Stará sněmovna）
- 皇帝の厩舎 （Císařská konírna）
- プラハ城画廊 （Obrazárna Pražského hradu）
- マティアス門 （Matyášova brána）
- 教区牧師通り (Vikářská)

### 像
- 巨人決闘の城門 （Hradní brána souboj titánů）
- 聖イジー像（Socha svatého Jiří）
- 聖ヴァーツラフ象 （Socha svatého Václava）

### 井戸と噴水
- 歌う噴水 （Zpívající fontána）
- コール噴水 （Kohlova kašna）
- 第２中庭の井戸 （Studna na druhém nádvoří）
- 鷲の噴水 （Orlí kašna）
- 熊の噴水 （Medvědí kašna）

### 階段
- 旧城階段 （Staré zámecké schody）
- 新城階段 （Nové zámecké schody）
- 雄牛の階段 （Býčí schodiště）
- 乗馬階段 （Jezdecké schody）

### 庭園
- 王宮庭園 （Královská zahrada）
- 乗馬学校テラス庭園 （Zahrada na terase Jízdárny）
- 要塞上の庭園、第４中庭 （Zahrada Na Baště, Čtvrté nádvoří）
- ルンベ庭園 （Lumbeho zahrady）
- 南の庭園 （Jižní zahrady）
  - パラダイス庭園 （Rajská zahrada）
  - 城壁上の庭園 （Zahrada Na Valech）
  - ハルティグ庭園 （Hartigovská zahrada）
- 鹿の堀 （Jelení příkop）

## 周辺
- フラッチャニ広場（英語版） - プラハ城の正門前にある広場[5]

## 付記
1. ↑  Mirna Solic, 「ボヘミアのクラウン・ジュエルへの扉」The gate open to the Bohemian crown jewels at Radio Prague.
2. ↑  死ぬまでに行きたい世界の名城25
3. ↑  “デジタル大辞泉の解説”.   コトバンク. 2018年5月5日閲覧。
4. ↑  “デジタル大辞泉の解説”.   コトバンク. 2018年5月5日閲覧。
5. ↑  沖島博美『プラハ迷宮の散歩道 百塔の都をさまよう愉しみ』ダイヤモンド・ビッグ社、2016年、32頁。ISBN 978-4-478-04850-4。